# Jazzin' park
Jazzin’ park（ジャジン・パーク）は久保田真悟と栗原暁からなる音楽プロデューサーユニット。
各々が作詞家・作曲家・編曲家・リミキサー・DJ・ギタリストとして活動。J-POP、ダンス・ミュージック、アイドルなど数多のジャンルに携わる。

## メンバー
- 久保田真悟（音楽プロデューサー、作詞、作曲、ボーカル、コーラス、ギター）A型
- 栗原暁（音楽プロデューサー、作詞、作曲、ボーカル、コーラス、DJ）B型

## ディスコグラフィー  （オリジナル楽曲）

### アルバム
- 1st『Jazzin'park』 2006/12/6
- 2nd『We are together』  2007/12/19
- 3rd『A Day In The Life』  2009/7/15

### ベスト・アルバム
- 『Take Ship - five years self cover best - 』 2011/12/7

### カバー・アルバム
- 『sakura flavor』 2009/3/25

### シングル
- 『perfect blue』（「ドラゴノーツ -ザ・レゾナンス-」オープニングテーマ）2007/11/21

### 配信シングル
- 『On&On』   c/w 『Endless Love』 『JOY（Dangerous Stripper Remix）』 2013/11/27
- 『HERO』（Japanese Ver.）（English Extended Ver.）c/w『On and On（Dangerous Stripper Remix）』2014/07/09

### 配信アルバム
- 『TOMOSUKE×Jazzin'park presents LANA』2013/07/24
- 「LANA-キロクノカケラ-」「LANA-ANSWER I -」「LANA-ヒトリノウタ -」
- 「LANA-ANSWER II -」「LANA-ココロノキオク -」「LANA-セカイノハズレ -」

## 関連楽曲（作詞・作曲・編曲・プロデュース）
※リンクのある項目はリンクも参照のこと。
- アイドルカレッジ
  - 「＃常夏女子希望!!!」
    - 作詞・作曲・編曲：栗原暁

- 青木マミ
  - 「It's You (Jazzin'park 31 Remix)」（Single）

- 安室奈美恵
  - 「Fly」（アルバム『genic』収録）Guitar：久保田真悟

- 安良波明里
  - 「you!you!you!」作曲・編曲：久保田真悟&栗原暁

- 家入レオ
  - 「もし君を許せたら」

- 石井里佳
  - 「BLUE」（シングル『鎮恋歌』収録）
    - 作詞：栗原暁　作曲・編曲：久保田真悟・栗原暁

- 井上苑子
  - 「大切な君へ」（アルバム『＃17』収録）
  - 「だいすき。」
  - 「大切な君へ」（アルバム『Hello』収録）
  - 「ナツコイ」

- ExWHYZ
  - 「You&Me」(アルバム『xYZ』収録)
    - 作曲：栗原暁

  - 「Secret Secret」(アルバム『xYZ』hYPER EDITION収録)
    - 作詞・作曲：栗原暁

  - 「FIRST STEP」
    - 作曲・編曲：久保田真悟

- 宇野実彩子
  - 「Lock on」（アルバム『Honey Stories』収録）
  - 「＃one_love_pop」（アルバム『Honey Stories』収録）

- 加治ひとみ
  - 「共犯者」（シングル）
    - 作曲：栗原暁　編曲：久保田真悟・栗原暁

  - 「Recollection（Overture）」（アルバム『ルール違反』収録）
    - 作曲・編曲：久保田真悟・栗原暁

  - 「ルール違反」（アルバム『ルール違反』収録）
    - 作曲・編曲：久保田真悟・栗原暁

  - 「As I am」（アルバム『ルール違反』収録）
    - 作曲・編曲：久保田真悟・栗原暁

  - 「mean」（アルバム『ルール違反』収録）
    - 作曲・編曲：久保田真悟・栗原暁

  - 「タイムマシン」（アルバム『ルール違反』収録）
    - 編曲：久保田真悟・栗原暁

  - 「Let it shine」（アルバム『ルール違反』収録）
    - 編曲：久保田真悟

  - 「アイズ」（シングル『双星の陰陽師』収録）
    - 編曲：久保田真悟・栗原暁

- カサリンチュ
  - 「メリーゴーランド」feat.NANAE&MAIKO（アルバム『カサリズム3』収録）
    - 編曲：久保田真悟

- 高橋ちか
  - 『Wonderful World』 
    - 作曲・編曲：久保田真悟

- 北乃きい
  - 「師大路夜市」（シングル『ラズベリージャム』アルバム『K』収録）
    - 作曲・編曲：久保田真悟・栗原暁

  - 「Doooooda!!（北乃きい×大友康平）」（アルバム『K』収録）
    - 作曲・編曲：久保田真悟・栗原暁

- ケツメイシ
  - 「FUTARIDAY」（アルバム『KETSUNOPOLIS 9』収録）
  - 「はじまりの予感」（アルバム『ケツノポリス11』収録）

- ケラケラ
  - 「ココロトリコキミニ」「流星」（以上シングル『ひとつだけ』収録）
  - 「マシュマロ」「夢コンシェルジュ」「キミと、ずっと。」（アルバム『ケラケラリアット』収録）
  - 「スターラブレイション-Jazzin'park wedding mix」（以上アルバム『ケラケランド』収録）
  - 「幸せ～君が生まれて～」
    - 編曲：久保田真悟・栗原暁

  - 「サニータウン～くまなく旅したい街」
    - 編曲：久保田真悟

- シクラメン
  - 「101」（アルバム『シクラメンの夏』収録）
    - 作詞・作曲・編曲：久保田真悟・栗原暁

  - 「ここで泣こうよ」（シングル『キミノナミダ』収録）
    - 作詞・作曲・編曲：久保田真悟・栗原暁

- 柴咲コウ
  - 「intoxicated - Jazzin'park Remix」（柴咲コウ&JUNO REACTOR）
  - 「Ko Shibasaki 10th Anniversary Mega Mix 2012」（DVD『Orb -Ko Shibasaki 10th Anniversary Premium Box-』収録）
    - DJ MIXED BY 栗原暁

  - 「ペルシャ猫」BGM（iBooks『Ko Shibasaki Lyrical＊World』収録）
    - 作曲・編曲：栗原暁

  - DVD  
    - 『Kou Shibasaki Live Tour 2011 "CIRCLE & CYCLE" 2011.11.28 Tour Final @ NIPPON BUDOKAN』収録
      - 「JOY」/Jazzin'park　DJ・Chorus：栗原暁

    - 『Ko Shibasaki Live Tour 2013 ～neko's live 猫幸 音楽会～』
      - DJ・Chorus：栗原暁

    - 『Ko Shibasaki Liveリリカル＊ワンダー＊パーティー 2012』
      - DJ・Chorus：栗原暁

- 島谷ひとみ
  - 「ANGELUS SUPER BEST Ver」（アルバム『15th Anniversary SUPER BEST』収録）
  - 「青い月」（シングル『やぶれかぶれ』収録）
  - 「愛のカタチ」（アルバム『本日、都内、某所』収録）

- 清水翔太
  - 「君が暮らす街 - Jazzin'park Winter Remix - 」（シングル『冬が終わる前に』収録）
  - 「マダオワラナイ-Jazzin'park Sweet Summer Remix-」 （シングル『WOMAN DON'T CRY』収録 ）
  - 「Dream -Jazzin’park A Long Autumn Night Remix-」（シングル『SNOW SMILE』収録）
  - 「SNOW SMILE -Jazzin’park Spring Snow Remix -」（シングル『I miss you-refrain-』収録）

- 私立恵比寿中学
  - 「いつかのメイドインジャピャ～ン」（アルバム『エビ中のユニットアルバムさいたまスーパーアリーナ盤』収録）
    - 作詞・作曲・編曲：久保田真悟・栗原暁

  - 「PLAYBACK」（アルバム『金八』収録）
    - 作詞・作曲・編曲：久保田真悟・栗原暁

  - 「EBINOMICS」（シングル「シンガロン・シンガソン」収録）
    - 作詞・作曲・編曲：栗原暁・久保田真悟（前田佑との共作詞・共作曲・共編曲）

  - 「BUZZER BEATER」（アルバム『MUSiC』収録）
    - 作曲：久保田真悟・栗原暁　編曲：久保田真悟

- 菅原紗由理
  - 「Star Drop」（アルバム『Open The Gate』収録）
    - 作曲・編曲：久保田真悟

  - 「ただ」（アルバム『Open The Gate』収録）
    - 編曲：久保田真悟

- 鈴木愛理
  - 「Moment」（アルバム『Do me a favor』収録）

- 超ときめき♡宣伝部（ときめき♡宣伝部）
  - 「DEADHEAT」
    - 作詞・作曲：栗原暁・久保田真悟（前田佑との共作詞・共作曲）　編曲：栗原暁

  - 「プリンセスプリンセスプリンセス」（アルバム『ときおとめ』収録）
    - 作詞・作曲・編曲：栗原暁・久保田真悟

  - 「TRAP」（アルバム『ときおとめ』収録）
    - 作詞・作曲：栗原暁・久保田真悟（前田佑との共作詞・共作曲）　編曲：栗原暁

  - 「ライオンガール」（アルバム『ときめきがすべて』収録）
    - 作詞：栗原暁　作曲：久保田真悟・栗原暁　編曲：久保田真悟

  - 「Cupid in Love」（ミニアルバム『ハートギュッと!』収録）
    - 作詞・作曲：栗原暁（Joshua Leungとの共作詞・共作曲）

  - 「WANTED」（シングル『かわいいメモリアル』収録）
    - 作詞：栗原暁　作曲：久保田真悟・栗原暁　編曲：久保田真悟
- 東京パフォーマンスドール
  - 「Collection feat. ☆Taku Takahashi (m-flo)」（アルバム『Hey, Girls!』収録）

- ナオト・インティライミ
  - 「BANANA」（シングル『ナイテタッテ』収録）
  - 「恋する季節」
  - 「The World is ours!」
  - 「Brand new day」（アルバム『Nice catch the moment』収録）
  - 「I'm chi-zu-ers」（アルバム『Nice catch the moment』収録）
  - 「LIFE」（アルバム『Viva The World!』収録）
  - 「メガロポリス・ラプソディー」（アルバム『Viva The World!』収録）

- ファンキー加藤
  - 「ラストナンバー」（アルバム『今日の詩』収録）

- miwa
  - 「ドライブソング」（アルバム『We are the light』収録）

- ももいろクローバーZ
  - 「あの空へ向かって」（アルバム『入口のない出口』収録） 
    - 作曲・編曲：久保田真悟

  - 「L.O.V.E」（アルバム『イドラ』収録）
    - 作詞：久保田真悟・栗原暁　作曲・編曲：久保田真悟

- Alice Nine
  - 「1Minute Kidding」（アルバム『Supernova』収録）
  - 「KID」（アルバム『Supernova』収録）

- AMOYAMO
  - 「INTO THE GROOVE」（アルバム『FLASH 』収録AMOソロ）
    - 編曲：久保田真悟・栗原暁

- arlie
  - 「Special day」（アルバム『Modernism』収録）
    - 作詞・作曲・編曲：Jazzin'park

  - 「Envy」（アルバム『Modernism』収録）
    - 作詞・作曲・編曲 Jazzin'park

- atrie. 
  - 「interlude feat. Singo Kubota of Jazzin'park」（アルバム『The Moment Of Sparkle』収録）

- arvin homa aya
  - 「Magical Love with Jazzin'park 」（アルバム『VOICE』収録）
    - 作曲・編曲：Jazzin'park
- BE:FIRST
  - 「Shining One」作詞・作曲

- BENI
  - 「夏の思い出」 （アルバム『四季うた Summer』収録）

- Chieko Kinbara
  - 「LIVE YOUR LIFE TODAY(Jazzin'Park31Remix) feat. DEE7」 （アルバム『NIGHT&DAY REMIXIES』収録）

- Chiyo＋
  - 「次のラブストーリー feat.Satoru Kurihara」（シングル）
    - 作曲・編曲・Vocal：栗原暁

- Dream 5
  - 「夜空をこえて」 （Album『まごころ to you』収録）

- Da-iCE
  - 「Blackjack」（Album『BET』収録曲）
  - 「ハイボールブギ」（『探偵マリコの生涯で一番悲惨な日』の主題歌）作詞・作曲

- ET-KING
  - 「祭りのあと」（アルバム『応援歌集』収録）
    - 編曲：久保田真悟

  - 「約束」（シングル『約束/情熱のランナー』）
    - 編曲：久保田真悟

  - 「男は気持ちを伝えたい!」
    - 作曲・編曲 久保田真悟

  - 「秋桜」（アルバム『ブライダルコレクション』収録）
    - 編曲：久保田真悟

  - 「STAR SIGNAL」
    - 編曲：久保田真悟

  - 「Splash!」（アルバム『宴会歌集』収録）
    - 作詞・作曲：久保田真悟・栗原暁　編曲：久保田真悟

- GACKT
  - 「キミに逢いたくて（Jazzin’park D&B ReMIX）」（Album『GACKTracks -ULTRA DJ ReMIX-』収録

- HIPPY
  - 「Baby Love～愛してる～」（アルバム『HIPPY DO IT』収録）
    - 作詞：栗原暁　作曲・編曲：久保田真悟・栗原暁

  - 「泣き虫Good Day 笑ってGood Night」（アルバム『幸カロリー～意識の高いデブ～』収録）
    - 作詞・作曲・編曲：久保田真悟・栗原暁

- Hilcrhyme
  - 「Lost Love Song」（シングル『エール/Lost Love Song』収録）
  - 「YUKIDOKE」
  - 「New Era」「The Woman In The Elevator」「続・押韻見聞録-未踏-」「Spirit Of Love」（以上アルバム『REVIVAL』収録）
  - 「I’m Ready」（シングル『言えない 言えない』収録）

- JiLL-Decoy association
  - 「no name collection」（アルバム『DECADE-10th Anniversary Year Memorial Album-』収録）
    - 編曲：栗原暁

  - 「Netsu」（アルバム『DECADE-10th Anniversary Year Memorial Album-』収録）
    - 編曲：久保田真悟

- J.Speaks
  - 「Believe yourself」
    - 作詞・作曲・編曲 　栗原暁

- KENSHU
  - 「A World of that feat.Jazzin'park・bymyway」（アルバム『THE UNITED COLOR』収録）

- Miracle Vell Magic
  - 「Yummy!」
    - 編曲：久保田真悟

- MR.MR
  - 「Just 1 Light -TMSK Remix」
    - Remix：栗原暁

- Ms.OOJA
  - 「いつまでも変わらぬ愛を」（アルバム『THE HITS 〜No.1 SONG COVERS〜』収録）
    - 編曲：久保田真悟

- Nissy
  - 「ハプニング」（シングル『まだ君は知らない MY PRETTIEST GIRL』収録）
  - 「恋す肌」（シングル『OK?』収録）

- Official髭男dism
  - 「Clap Clap」「コーヒーとシロップ」「恋の去り際」「ゼロのままでいられたら」「日曜日のラブレター」（以上アルバム『MAN IN THE MIRROR』収録）
    - 弦管楽器アレンジ：久保田真悟

- PAGE
  - 「からっぽの空の下で」（シングル『エクスペクト』収録）
    - 編曲：久保田真悟

- PE'Z
  - 「I’M GETTIN’ SENTIMENTAL OVER YOU (Jazzin'park 31 BossaRemix)」（『Color Vol.0』収録）

- predia
  - 「美しき孤独たち」
  - 「夜光蝶」（アルバム『孤高のダリアにくちづけを』収録）
  - 「満たしてアモーレ」
  - 「東京スキャンダル」（シングル『刹那の夜の中で』収録）
  - 「BOROBORO～この愛はボロボロになる運命なのか～」（アルバム『白夜のヴィオラにいだかれて』収録）
  - 「Fabulous」（アルバム『ファビュラス』収録）
  - 「Hotel Sunset」（アルバム『ファビュラス』収録）
  - 「Addicted To Your Secret」（アルバム『ファビュラス』収録）
  - 「ヌーベルキュイジーヌ」
  - 「Ms.Frontier」
  - 「WAKEARI」（シングル『カーテンコール』収録）

- RAM RIDER
  - 「VOICE - とおくのきみへ starring南波志帆」（アルバム『AUDIO GALAXY - RAM RIDER ve STARS!!!』収録）
    - 編曲：久保田真悟

  - 「RAINBOW-なみだのあとで starring中川翔子」（アルバム『AUDIO GALAXY - RAM RIDER ve STARS!!!』収録）
    - 編曲：栗原暁

- RIP SLYME
  - 「POPCORN NANCY」（シングル『POPCORN NANCY/JUMP with chay/いつまでも』収録）

- ROF-MAO
  - 「Hands Up」
    - 作詞・作曲・編曲：久保田真悟・栗原暁（前田佑と共作）

- ROOT FIVE
  - 「Change your world」「MAGIC NIGHT」（以上アルバム『Summer Days』収録）
    - 作詞：栗原暁　作曲・編曲：久保田真悟・栗原暁

  - 「Change Your World」（アルバム『ROOTERS』収録）
    - 作詞：栗原暁　作曲・編曲：久保田真悟・栗原暁

- SAWA
  - 「Stars -Jazzin’park 31 good night Remix-」（アルバム『Swimming Dancing』収録）
  - 「Jet Coaster」（アルバム『あいにいくよ』収録）
    - 作曲・編曲：久保田真悟

  - 「I'm a President」（アルバム『Welcome to Sa-World』収録）
    - 作曲・編曲：久保田真悟

- SUPER☆GiRLS
  - 「Girls Party - my friend Jenny - 」 （シングル『女子力←パラダイス』収録）　　　
  - 「星屑ラブソング」（シングル『1,000,000☆スマイル』収録）
  - 「明日へSTEP!」（シングル『プリプリ♥SUMMERキッス』収録）
  - 「純情シンデレラ」（アルバム『Celebration』収録）

- TEE
  - 「ありがとう」（シングル『With You ～ぬくもり～』収録）
    - 作詞：栗原暁　作曲：久保田真悟　

  - 「フォーエヴァー・マイラブ」
    - 作曲・編曲：久保田真悟

  - 「着火MEN feat. HIPPY」（アルバム『TEE time～コラボ・ベスト～』収録）
    - 作曲・編曲：久保田真悟

  - 「バカみたいに愛してた feat.RYOJI（from ケツメイシ）」（Album『TEE time～コラボ・ベスト～』収録）
    - 作曲・編曲：久保田真悟

  - 「Take Off」「フォーエヴァー・マイラブ」「5年後のアイラブユー」「極上のスリルディラー」（以上アルバム『5年後のアイラブユー』収録）
    - 作曲・編曲：久保田真悟

  - 「恋のはじまり」
    - 作曲・編曲：久保田真悟

  - 「MORE&MORE」（シングル『恋のはじまり』収録）
    - 作曲：久保田真悟

- Tetsuya
  - 「lonely girl-Jazzin’park Remix」（シングル『Make a Wish』収録）

- Yun*chi
  - 「Starlight*」「MIRAI*」（以上アルバム『Pixie Dust*』収録）
    - 作詞：栗原暁　作曲・編曲：久保田真悟・栗原暁

- 4/4kicks Kiss
  - 『Little Summer』収録「Little Summer(Jazzin'park remix)」

- スピラ・スピカ
  - 「ゲットゴーイング」（アルバム『ナガレボシトレイン』収録）

### 旧ジャニーズ関連
- V6
  - 「Remember your love」（アルバム『The ONES』収録）
  - 「KEEP GOING」（シングル『Crazy Rays/KEEP GOING』収録）
  - 「TL」（シングル『Crazy Rays/KEEP GOING』収録）
  - 「Best Choice」（アルバム『STEP』収録）

- 嵐
  - 「光」（アルバム『「untitled」』収録）
  - 「SHOW TIME」（アルバム『This is 嵐』収録）

- NEWS
  - 「インビジブル ダンジョン」（Album『WORLDISTA』収録）
  - 「Digital Love」（アルバム『WORLDISTA』収録）
  - 「Dragonism」（シングル『トップガン/Love Story』収録）
  - 「Perfect Lover」（アルバム『STORY』収録）
  - 「朧月」（シングル『ビューティフル/チンチャうまっか/カナリヤ』収録）
  - 「Deeper & Deeper」（シングル『LOSER/三銃士』収録）

- SUPER EIGHT
  - 「喝采」

- Hey! Say! JUMP
  - 『「I」』（Album『PARADE』収録）
  - 「MANTRA」（Album『Fab! -Music speaks.-』収録）

- Kis-My-Ft2
  - アイノビート
  - My Resistance -タシカナモノ-
  - "2nd" Overture
  - Strawberry Dance
  - SNOW DOMEの約束
  - Luv Sick
  - "3rd" Overture
  - ダイスキデス
  - Another Future
  - 君にあえるから
  - Christmas Kiss
  - Shake Body!!
  - タナゴコロ – Remix by Jazzin’park
  - Kis-My-Ft2 NON-STOP MIX –Vol.1-
    - Mixed by Jazzin’park

  - Tonight
  - EXPLODE
  - HOT!×2
  - FUTURE TRAIN
  - THIS CRAZY LOVE
  - Bring It On
  - HANDS UP
  - My Place
  - Original Color
  - ともに
  - Lemon Pie

- 千賀健永
  - Fragrance

- 藤ヶ谷太輔
  - Breaking The Dawn

- 玉森裕太
  - Share Love

- 北山宏光・藤ヶ谷太輔
  - & say

- 舞祭組
  - 道しるべ

- timelesz
  - 「Desideria」（Album『ザ・ハイライト』収録）

- WEST.
  - マ・ル・モ・ウ・ケ
  - パーリパーリパリ -カタカナを叫べ-
  - Big Shot!!
  - Make a Wish!! ～世界中が愛してる～
  - W trouble
  - 証拠
  - ハッピーメイカー
  - カメレオン
  - 銀河系
  - TRICKSTER
  - Rainbow Chaser
  - #Followme
  - Don't Stop Loving
  - でっかい愛
  - 真夜中のLION
  - 黎明
  - Mixed Juice
  - SOUL 2 SOUL
  - POWER
  - むちゃくちゃなフォーム
  - アンノウン
  - パロディ
  - On & On
  - Beautiful

- 神山智洋・藤井流星
  - I got the FLOW

- King & Prince
  - 「koi-wazurai」
  - 「ナミウテココロ」「君がいる世界」（アルバム『L&』収録）
  - 「Winter Love Story」（シングル『I promise』収録）
  - 「Dance to the music」（アルバム『Re:Sense』収録）
  - 「恋降る月夜に君想ふ」
  - 「Kiss & Cry」（シングル『恋降る月夜に君想ふ』収録）
  - 「Nothing compares」（シングル『TraceTrace』収録）
  - 「HEART」（シングル『HEART』収録）

- Snow Man
  - 「D.D.」（Single『Imitation Rain/D.D.』収録）
  - 「YumYumYum 〜SpicyGirl〜」「Hip bounce!!」（シングル『HELLO HELLO』収録）
  - 「Secret Touch」

- なにわ男子
  - 「初心LOVE」
  - 「Brand New Heroine」「ダイヤモンドスマイル」（Album『1st Love』収録）
  - 「Wonder」（Single『Make Up Day/Missing』収録）

- Travis Japan
  - 「VOLCANO」

- HiHi Jets
  - 「Welcome To My Home Town」
    - 作曲：久保田真悟

- 美 少年
  - 「ねぇ もっと」
    - 作曲：久保田真悟・栗原暁

### テレビアニメ
- ソードアート・オンライン オルタナティブ ガンゲイル・オンライン
  - ED主題歌 「To see the future」レン（楠木ともり）
    - 作詞・作曲・編曲：Jazzin'park

  - DVD 第1巻収録「Lucky Girl」レン（楠木ともり）
    - 作詞・作曲・編曲：Jazzin'park

  - DVD 第2巻収録「DNA」ピトフーイ（日笠陽子）
    - 作詞・作曲・編曲：Jazzin'park

  - DVD 第3巻収録 「FIGHT」SHINC（朝井彩加／内山夕実／種﨑敦美／白石晴香／M・A・O／森永千才）
    - 作詞・作曲・編曲：Jazzin'park

  - DVD 第4巻収録 「Crazy Cat」フカ次郎（赤﨑千夏）
    - 作詞・作曲・編曲：Jazzin'park

  - DVD 第5巻収録 「Special Amore」キャラクターソング ピトフーイ（日笠陽子）＆エム（興津和幸）
    - 作詞・作曲・編曲：Jazzin'park

- キラッとプリ☆チャン
  - 挿入歌「SUPER CUTIE SUPER GIRL」Miracle Kiratts[メンバー 1]
    - 作詞：栗原暁　作曲・編曲：久保田真悟・栗原暁

- ラブライブ!スーパースター!!
  - 一期ED「未来は風のように」Liella!

### ゲーム
- BEMANIシリーズ
  - 「walk with you」（GuitarFreaks & DrumMania V6） - TOMOSUKE feat Jazzin' park名義
  - 「cosmic agenda」（GuitarFreaks & DrumMania V8,XG2） - TOMOSUKE feat Jazzin' park名義
  - 「LANA - キロクノカケラ」 -（jubeat saucer） - TOMOSUKE×Jazzin' park名義
  - 「LANA - Answer I -」（jubeat saucer） - TOMOSUKE×Jazzin' park名義

- テイルズ オブ シリーズ （THE BEST: TALES OF THE WORLD RADIANT MYTHOLOGY Plus 収録）
  - 「キミにチカラを」 / カノンノ・グラスバレー（CV:平野綾）
    - 作詞・作曲・編曲：久保田真悟・栗原暁

  - 「光と影」 / カノンノ・イアハート（CV:伊藤かな恵）
    - 編曲：久保田真悟・栗原暁

  - 「紙ヒコーキ」 / パスカ・カノンノ（CV:工藤晴香）
    - 編曲：久保田真悟・栗原暁

### ユニットメンバー
1. ↑  桃山みらい（林鼓子）、萌黄えも（久保田未夢）、青葉りんか（厚木那奈美）